# Campeonato Brasileño de Superbikes
Campeonato Brasileño de Superbikes o SuperBike Brasil es la principal categoría de motociclismo en Brasil. Fue creado en 2010 y ha sido gestionado desde su fundación por la empresa de Bruno Corano. Actualmente participan en la categoría 6 fabricantes: Honda, Suzuki, Kawasaki, Yamaha, BMW y Ducati.

## Palmarés
| Año  | Campeón          | Motocicleta     | Constructor | Equipo                   | Info   |
| ---- | ---------------- | --------------- | ----------- | ------------------------ | ------ |
| 2010 | Murilo Colatreli | Kawasaki ZX-10R | Kawasaki    | Dia-Frag Racing          | [ 1 ]  |
| 2011 | Danilo Andric    | BMW S1000RR     | BMW         | Limited Motorsport       | [ 2 ]  |
| 2012 | Diego Faustino   | BMW S1000RR     | BMW         | BMW Team Brasil          | [ 3 ]  |
| 2013 | Maico Teixeira   | Honda CBR1000RR | Honda       | Honda Mobil Racing       | [ 4 ]  |
| 2014 | Maico Teixeira   | Honda CBR1000RR | Honda       | Honda Mobil Racing       | [ 5 ]  |
| 2015 | Diego Faustino   | Honda CBR1000RR | Honda       | Honda Mobil Racing       | [ 6 ]  |
| 2016 | Diego Faustino   | Honda CBR1000RR | Honda       | Honda Racing Corporation | [ 7 ]  |
| 2017 | Eric Granado     | Honda CBR1000RR | Honda       | Honda Racing Corporation | [ 8 ]  |
| 2018 | Eric Granado     | Honda CBR1000RR | Honda       | Honda Racing Corporation | [ 9 ]  |
| 2019 | Eric Granado     | Honda CBR1000RR | Honda       | Honda Racing Corporation | [ 10 ] |
| 2020 | Eric Granado     | Honda CBR1000RR | Honda       | Honda Racing Corporation | [ 11 ] |
| 2021 | Pedro Sampaio    | Honda CBR1000RR | Honda       | RXP / TRH Racing         | [ 12 ] |
| 2022 | Pedro Sampaio    | Honda CBR1000RR | Honda       | Luvizotto Race Team      | [ 13 ] |
| 2023 | Maxi Gerardo     | BMW S1000RR     | BMW         | BMW Rider Experience     | [ 14 ] |
| 2024 | Eric Granado     | Honda CBR1000RR | Honda       | Honda Racing Brasil      | [ 15 ] |

Contructores
| Campeones | Total | Años                                                              |
| --------- | ----- | ----------------------------------------------------------------- |
| Honda     | 11    | 2013, 2014, 2015, 2016, 2017, 2018, 2019, 2020, 2021, 2022 e 2024 |
| BMW       | 3     | 2011, 2012 e 2023                                                 |
| Kawasaki  | 1     | 2010                                                              |

Equipos
| Campeones            | Total | Años                                                  |
| -------------------- | ----- | ----------------------------------------------------- |
| Honda Racing Brasil  | 9     | 2013, 2014, 2015, 2016, 2017, 2018, 2019, 2020 y 2024 |
| BMW Rider Experience | 1     | 2023                                                  |
| Luvizotto Race Team  | 1     | 2022                                                  |
| RXP / TRH Racing     | 1     | 2021                                                  |
| BMW Team Brasil      | 1     | 2012                                                  |
| Limited Motorsport   | 1     | 2011                                                  |
| Dia-Frag Racing      | 1     | 2010                                                  |

Federación
| Campeones          | Total | Años                                      |
| ------------------ | ----- | ----------------------------------------- |
| São Paulo          | 7     | 2010, 2011, 2017, 2018, 2019, 2020 y 2024 |
| Río Grande del Sur | 4     | 2013, 2014, 2021 y 2022                   |
| Paraná             | 3     | 2012, 2015, 2016                          |
| Uruguay            | 1     | 2023                                      |

## Superbike PRO Master
| Año  | Campeón                  | Motocicleta           | Constructor | Equipo                      | Info   |
| ---- | ------------------------ | --------------------- | ----------- | --------------------------- | ------ |
| 2010 | Ricardo Gornati          | Triumph Daytona 1050R | Triumph     | Mertel Motorsport           |        |
| 2011 | Ricardo Gornati          | BMW S1000RR           | BMW         | Limited Motorsport          |        |
| 2012 | Ricardo Gornati          | Honda CBR 1000RR      | Honda       | Duas Rodas                  |        |
| 2013 | Carlos Augusto Pop       | Yamaha YZF-R1         | Yamaha      | Fast Pop                    |        |
| 2014 | Mauro Beni               | Kawasaki ZX-10R       | Kawasaki    | Solo Moto                   |        |
| 2015 | Rogério Gentil Fernandes | Kawasaki Ninja ZX-10R | Kawasaki    | Casa dos Motoqueiros        |        |
| 2016 | Jirios Semaan Abboud     | Kawasaki Ninja ZX-10R | Kawasaki    | BH Racing                   |        |
| 2017 | Diego Viveiros           | BMW S1000RR           | BMW         | Tecfil Havoline Racing Team |        |
| 2019 | Nélson Gonçalves Mágico  | Suzuki GSX-R 1000     | Suzuki      | Red Ant Racing              |        |
| 2021 | Alex Barros              | BMW S1000RR           | BMW         | Alex Barros Racing          |        |
| 2022 | Juracy Rodrigues Black   | Kawasaki Ninja ZX-10R | Kawasaki    | Tecfil Racing Team          | [ 16 ] |
| 2023 | Luís Ferraz              | BMW S1000RR           | BMW         | Tecfil Racing Team          | [ 17 ] |
| 2024 | Felipe Comerlatto        | BMW S1000RR           | BMW         | Sport Plus Racing           | [ 18 ] |

Constructores
| Campeones | Total | Años                          |
| --------- | ----- | ----------------------------- |
| BMW       | 5     | 2011, 2017, 2021, 2023 e 2024 |
| Kawasaki  | 4     | 2014, 2015, 2016 e 2022       |
| Suzuki    | 1     | 2019                          |
| Yamaha    | 1     | 2013                          |
| Honda     | 1     | 2012                          |
| Triumph   | 1     | 2010                          |

Equipos
| Campeones                   | Total | Años        |
| --------------------------- | ----- | ----------- |
| Tecfil Racing Team          | 2     | 2022 y 2023 |
| Sport Plus Racing           | 1     | 2024        |
| Alex Barros Racing          | 1     | 2021        |
| Red Ant Racing              | 1     | 2019        |
| Tecfil Havoline Racing Team | 1     | 2017        |
| BH Racing                   | 1     | 2016        |
| Casa dos Motoqueiros        | 1     | 2015        |
| Solo Moto                   | 1     | 2014        |
| Fast Pop                    | 1     | 2013        |
| Duas Rodas                  | 1     | 2012        |
| Limited Motorsport          | 1     | 2011        |
| Mertel Motorsport           | 1     | 2010        |

Federación
| Campeones          | Total | Años                                      |
| ------------------ | ----- | ----------------------------------------- |
| São Paulo          | 7     | 2010, 2011, 2012, 2014, 2017, 2021 y 2023 |
| Santa Catarina     | 2     | 2015 y 2024                               |
| Paraná             | 1     | 2022                                      |
| Río de Janeiro     | 1     | 2019                                      |
| Minas Gerais       | 1     | 2016                                      |
| Río Grande del Sur | 1     | 2013                                      |

## Superbike PRO Estreante
| Año  | Campeón             | Motocicleta           | Constructor | Equipo                   | Info   |
| ---- | ------------------- | --------------------- | ----------- | ------------------------ | ------ |
| 2010 | Alan Douglas Santos | Kawasaki ZX-10R       | Kawasaki    | Mobil Ituran Racing Team | [ 19 ] |
| 2011 | Diego Pretel        | BMW S1000RR           | BMW         | FCC Motosports           | [ 20 ] |
| 2012 | Otávio Lucchini     | Honda CBR 1000RR      | Honda       | Vida Livre Racing Team   | [ 21 ] |
| 2013 | Pablo Nunes Moysés  | BMW S1000RR           | BMW         | BH Racing                | [ 22 ] |
| 2014 | Sabrina Paiuta      | Kawasaki ZX-10R       | Kawasaki    | Mobil Kawasaki Racing    | [ 23 ] |
| 2015 | Ricardo Negretto    | Kawasaki Ninja ZX-10R | Kawasaki    | Tecfil Racing Team       | [ 24 ] |
| 2016 | Lucas Pokémon       | Kawasaki Ninja ZX-10R | Kawasaki    | PKM Racing               | [ 25 ] |

Constructores
| Campeones | Total | Años                    |
| --------- | ----- | ----------------------- |
| Kawasaki  | 4     | 2010, 2014, 2015 e 2016 |
| BMW       | 2     | 2011 e 2013             |
| Honda     | 1     | 2012                    |

Equipos
| Campeones                | Total | Años |
| ------------------------ | ----- | ---- |
| PKM Racing               | 1     | 2016 |
| Tecfil Racing Team       | 1     | 2015 |
| Mobil Kawasaki Racing    | 1     | 2014 |
| BH Racing                | 1     | 2013 |
| Vida Livre Racing Team   | 1     | 2012 |
| FCC Motosports           | 1     | 2011 |
| Mobil Ituran Racing Team | 1     | 2010 |

Federación
| Campeones      | Total | Años                          |
| -------------- | ----- | ----------------------------- |
| São Paulo      | 5     | 2011, 2012, 2014, 2015 y 2016 |
| Santa Catarina | 1     | 2013                          |
| Paraná         | 1     | 2010                          |

## Superbike PRO AM
| Año  | Campeón          | Motocicleta           | Constructor | Equipo                      | Info   |
| ---- | ---------------- | --------------------- | ----------- | --------------------------- | ------ |
| 2010 | Diego Pretel     | Kawasaki ZX-10R       | Kawasaki    | Dia-Frag Racing             | [ 26 ] |
| 2011 | Ivan Gouvêa      | Suzuki GSX-R1000      | Suzuki      | TNT Suzuki Maxima           | [ 27 ] |
| 2012 | Luís Fittipaldi  | Honda CBR 1000RR      | Honda       | Schultz Racing Team         | [ 28 ] |
| 2013 | Marcelo Cortes   | Kawasaki ZX-10R       | Kawasaki    | SBK Rio                     | [ 29 ] |
| 2014 | Ricardo Negretto | Kawasaki ZX-10R       | Kawasaki    | Sapienza Racing             | [ 30 ] |
| 2015 | Fernando Min     | Kawasaki Ninja ZX-10R | Kawasaki    | MotoSchool Racing Team      | [ 31 ] |
| 2016 | Jeferson Friche  | Honda CBR 1000RR      | Honda       | HG Motos Racing / Sky Commp | [ 32 ] |
| 2017 | Ricardo Hayashi  | Kawasaki Ninja ZX-10R | Kawasaki    | Hayashi Racing Team         | [ 33 ] |

Constructores
| Campeones | Total | Años                          |
| --------- | ----- | ----------------------------- |
| Kawasaki  | 5     | 2010, 2013, 2014, 2015 e 2017 |
| Honda     | 2     | 2012 e 2016                   |
| Suzuki    | 1     | 2011                          |

Equipos
| Campeones                   | Total | Años |
| --------------------------- | ----- | ---- |
| Hayashi Racing Team         | 1     | 2017 |
| HG Motos Racing / Sky Commp | 1     | 2016 |
| MotoSchool Racing Team      | 1     | 2015 |
| Sapienza Racing             | 1     | 2014 |
| SBK Rio                     | 1     | 2013 |
| Schultz Racing Team         | 1     | 2012 |
| TNT Suzuki Maxima           | 1     | 2011 |
| Dia-Frag Racing             | 1     | 2010 |

Federación
| Campeones        | Total | Años                                |
| ---------------- | ----- | ----------------------------------- |
| São Paulo        | 6     | 2010, 2011, 2014, 2015, 2016 y 2017 |
| Río de Janeiro   | 1     | 2013                                |
| Distrito Federal | 1     | 2012                                |

## Superbike Senior
| Año  | Campeón                  | Motocicleta           | Constructor | Equipo     | Info   |
| ---- | ------------------------ | --------------------- | ----------- | ---------- | ------ |
| 2023 | Rogério Gentil Fernandes | Kawasaki Ninja ZX-10R | Kawasaki    | ROKiT Team | [ 34 ] |

Constructores
| Campeones | Total | Años |
| --------- | ----- | ---- |
| Kawasaki  | 1     | 2023 |

Equipos
| Campeones  | Total | Años |
| ---------- | ----- | ---- |
| ROKiT Team | 1     | 2023 |

Federación
| Campeones      | Total | Años |
| -------------- | ----- | ---- |
| Santa Catarina | 1     | 2023 |

## Superbike Rookie
| Año  | Campeón             | Motocicleta         | Constructor | Equipo | Info   |
| ---- | ------------------- | ------------------- | ----------- | ------ | ------ |
| 2023 | Daniel Pierre Deleu | Ducati Panigale V4S | Ducati      | XMOTOX | [ 35 ] |
| 2024 | Alex Soares         | BMW S1000RR         | BMW         | XMOTOX | [ 36 ] |

Constructores
| Campeones | Total | Años |
| --------- | ----- | ---- |
| BMW       | 1     | 2024 |
| Ducati    | 1     | 2023 |

Equipos
| Campeones | Total | Años        |
| --------- | ----- | ----------- |
| XMOTOX    | 2     | 2023 y 2024 |

Federación
| Campeones      | Total | Años |
| -------------- | ----- | ---- |
| Espírito Santo | 1     | 2024 |
| São Paulo      | 1     | 2023 |

## Superbike Rookie Light
| Año  | Campeón        | Motocicleta | Constructor | Equipo              | Info   |
| ---- | -------------- | ----------- | ----------- | ------------------- | ------ |
| 2023 | Danilo Anselmo | BMW S1000RR | BMW         | Team WID Motorsport | [ 37 ] |

Constructores
| Campeones | Total | Años |
| --------- | ----- | ---- |
| BMW       | 1     | 2023 |

Equipos
| Campeones           | Total | Años |
| ------------------- | ----- | ---- |
| Team WID Motorsport | 1     | 2023 |

Federación
| Campeones | Total | Años |
| --------- | ----- | ---- |
| São Paulo | 1     | 2023 |

## Superbike EVO PRO
| Año  | Campeón        | Motocicleta | Constructor | Equipo         | Info   |
| ---- | -------------- | ----------- | ----------- | -------------- | ------ |
| 2023 | Raphael Santos | BMW S1000RR | BMW         | TRC Performace | [ 38 ] |

Constructores
| Campeones | Total | Años |
| --------- | ----- | ---- |
| BMW       | 1     | 2023 |

Equipos
| Campeones      | Total | Años |
| -------------- | ----- | ---- |
| TRC Performace | 1     | 2023 |

Federación
| Campeones | Total | Años |
| --------- | ----- | ---- |
| São Paulo | 1     | 2023 |

## Superbike EVO
| Año  | Campeón           | Motocicleta           | Constructor | Equipo               | Info   |
| ---- | ----------------- | --------------------- | ----------- | -------------------- | ------ |
| 2022 | Manow Martins     | Kawasaki Ninja ZX-10R | Kawasaki    | Koube Motonil Motors |        |
| 2023 | Raphael Santos    | BMW S1000RR           | BMW         | TRC Performace       | [ 39 ] |
| 2024 | Felipe Comerlatto | BMW S1000RR           | BMW         | Sport Plus Racing    |        |

Constructores
| Campeones | Total | Años        |
| --------- | ----- | ----------- |
| BMW       | 2     | 2023 e 2024 |
| Kawasaki  | 1     | 2022        |

Equipos
| Campeones            | Total | Años |
| -------------------- | ----- | ---- |
| Sport Plus Racing    | 1     | 2024 |
| TRC Performace       | 1     | 2023 |
| Koube Motonil Motors | 1     | 2022 |

Federación
| Campeones      | Total | Años        |
| -------------- | ----- | ----------- |
| Santa Catarina | 2     | 2022 y 2024 |
| São Paulo      | 1     | 2023        |

## Superbike Light EVO 1000
| Año  | Campeón           | Motocicleta | Constructor | Equipo          | Info   |
| ---- | ----------------- | ----------- | ----------- | --------------- | ------ |
| 2017 | Felipe Comerlatto | BMW S1000RR | BMW         | Pro Racing Team | [ 40 ] |
| 2018 | Felipe Comerlatto | BMW S1000RR | BMW         | Pro Racing Team | [ 41 ] |
| 2019 | Márcio Bortolini  | BMW S1000RR | BMW         | Sulina Racing   | [ 42 ] |

Constructores
| Campeones | Total | Años              |
| --------- | ----- | ----------------- |
| BMW       | 3     | 2017, 2018 e 2019 |

Equipos
| Campeones       | Total | Años        |
| --------------- | ----- | ----------- |
| Pro Racing Team | 2     | 2017 y 2018 |
| Sulina Racing   | 1     | 2019        |

Federación
| Campeones      | Total | Años        |
| -------------- | ----- | ----------- |
| Santa Catarina | 2     | 2017 y 2018 |
| Paraná         | 1     | 2019        |

## Superbike EVO Light
| Año  | Campeón      | Motocicleta           | Constructor | Equipo             | Info   |
| ---- | ------------ | --------------------- | ----------- | ------------------ | ------ |
| 2023 | Luís Bertoli | Kawasaki Ninja ZX-10R | Kawasaki    | Misano Racing Team | [ 43 ] |

Constructores
| Campeones | Total | Años |
| --------- | ----- | ---- |
| Kawasaki  | 1     | 2023 |

Equipos
| Campeones          | Total | Años |
| ------------------ | ----- | ---- |
| Misano Racing Team | 1     | 2023 |

Federación
| Campeones | Total | Años |
| --------- | ----- | ---- |
| Paraná    | 1     | 2023 |

## Superbike EVO Master
| Año  | Campeón            | Motocicleta           | Constructor | Equipo      | Info   |
| ---- | ------------------ | --------------------- | ----------- | ----------- | ------ |
| 2019 | Cristiano Nogueira | Kawasaki Ninja ZX-10R | Kawasaki    | Trust Motor | [ 44 ] |

Constructores
| Campeones | Total | Años |
| --------- | ----- | ---- |
| Kawasaki  | 1     | 2019 |

Equipos
| Campeones   | Total | Años |
| ----------- | ----- | ---- |
| Trust Motor | 1     | 2019 |

Federación
| Campeones | Total | Años |
| --------- | ----- | ---- |
| São Paulo | 1     | 2019 |

## Superbike Extreme
| Año  | Campeón         | Motocicleta           | Constructor | Equipo                     | Info   |
| ---- | --------------- | --------------------- | ----------- | -------------------------- | ------ |
| 2018 | Jeferson Friche | Kawasaki Ninja ZX-10R | Kawasaki    | HG Motos Racing / Sky Comp |        |
| 2019 | Rodrigo Dazzi   | BMW S1000RR           | BMW         | ELLO Racing                | [ 45 ] |
| 2020 | Beto Auad       | Kawasaki Ninja ZX-10R | Kawasaki    | TPR Klim Edelmann Racing   | [ 46 ] |

Constructores
| Campeones | Total | Años        |
| --------- | ----- | ----------- |
| Kawasaki  | 2     | 2013 e 2019 |
| BMW       | 1     | 2020        |

Equipos
| Campeones                  | Total | Años |
| -------------------------- | ----- | ---- |
| TPR Klim Edelmann Racing   | 1     | 2020 |
| ELLO Racing                | 1     | 2019 |
| HG Motos Racing / Sky Comp | 1     | 2018 |

Federación
| Campeones          | Total | Años |
| ------------------ | ----- | ---- |
| Río Grande del Sur | 1     | 2020 |
| Espírito Santo     | 1     | 2019 |
| São Paulo          | 1     | 2018 |

## Superbike Estreante
| Año  | Campeón               | Motocicleta           | Constructor | Equipo                | Info   |
| ---- | --------------------- | --------------------- | ----------- | --------------------- | ------ |
| 2020 | Franco Pandolfino     | Yamaha R1 GP 1000     | Yamaha      | Qatar Racing          | [ 47 ] |
| 2021 | Sebastián Bongiovanni | Kawasaki Ninja ZX-10R | Kawasaki    | BGB Motorsports       | [ 48 ] |
| 2022 | Anderson Costa        | Honda CBR 1000RR      | Honda       | Tamujunto Racing Team | [ 49 ] |

Constructores
| Campeones | Total | Años |
| --------- | ----- | ---- |
| Honda     | 1     | 2022 |
| Kawasaki  | 1     | 2021 |
| Yamaha    | 1     | 2020 |

Equipos
| Campeones             | Total | Años |
| --------------------- | ----- | ---- |
| Tamujunto Racing Team | 1     | 2022 |
| BGB Motorsports       | 1     | 2021 |
| Qatar Racing          | 1     | 2020 |

Federación
| Campeones | Total | Años        |
| --------- | ----- | ----------- |
| Argentina | 2     | 2020 y 2021 |
| São Paulo | 1     | 2022        |

## Superbike Light
| Año  | Campeón                | Motocicleta           | Constructor | Equipo                      | Info   |
| ---- | ---------------------- | --------------------- | ----------- | --------------------------- | ------ |
| 2011 | Alexandre Doretto      | Yamaha R1 GP 1000     | Yamaha      | Puma Racing Team            | [ 50 ] |
| 2012 | James Michael          | KTM RC 8C             | KTM         | Puma Racing Team            | [ 51 ] |
| 2013 | James Michael          | Honda CBR 1000RR      | Honda       | Misano Racing Team          | [ 52 ] |
| 2014 | Fernando Guerra        | Kawasaki ZX-10R       | Kawasaki    | Tecfil Racing Team          | [ 53 ] |
| 2015 | Juracy Rodrigues Black | Kawasaki Ninja ZX-10R | Kawasaki    | Black Day Racing Team       | [ 54 ] |
| 2016 | Rodrigo Dazzi          | BMW S1000RR           | BMW         | Indus Giro Moto/Ello        | [ 55 ] |
| 2017 | Rodrigo Dazzi          | BMW S1000RR           | BMW         | Ello Giromoto               | [ 56 ] |
| 2018 | Márcio Bortolini       | BMW S1000RR           | BMW         | Tecfil Havoline Racing Team | [ 57 ] |
| 2019 | Victor Villaverde      | BMW S1000RR           | BMW         | BMW Motorrad MotorSport     | [ 58 ] |
| 2020 | Raphael Santos         | BMW S1000RR           | BMW         | BMW Motorrad                | [ 59 ] |
| 2021 | Raphael Santos         | BMW S1000RR           | BMW         | Ello Racing                 | [ 60 ] |
| 2022 | Luís Bertoli           | Kawasaki Ninja ZX-10R | Kawasaki    | Controllity Racing          | [ 61 ] |
| 2023 | Peri Cunha             | BMW S1000RR           | BMW         | SE Racing Team              | [ 62 ] |
| 2024 | Édson Bueno            | BMW S1000RR           | BMW         | BMW Motorrad                | [ 63 ] |

Constructores
| Campeones | Total | Años                                            |
| --------- | ----- | ----------------------------------------------- |
| BMW       | 8     | 2016, 2017, 2018, 2019, 2020, 2021, 2023 e 2024 |
| Kawasaki  | 3     | 2014, 2015 e 2022                               |
| Honda     | 1     | 2013                                            |
| KTM       | 1     | 2012                                            |
| Yamaha    | 1     | 2011                                            |

Equipos
| Campeones             | Total | Años              |
| --------------------- | ----- | ----------------- |
| BMW Motorrad          | 3     | 2019, 2020 y 2024 |
| Tecfil Racing Team    | 2     | 2014 y 2018       |
| Ello Giromoto         | 2     | 2016 y 2017       |
| Puma Racing Team      | 2     | 2011 y 2012       |
| SE Racing Team        | 1     | 2023              |
| Controllity Racing    | 1     | 2022              |
| Ello Racing           | 1     | 2021              |
| Black Day Racing Team | 1     | 2015              |
| Misano Racing Team    | 1     | 2013              |

Federación
| Campeones      | Total | Años                                |
| -------------- | ----- | ----------------------------------- |
| São Paulo      | 6     | 2012, 2013, 2019, 2020, 2021 y 2023 |
| Paraná         | 3     | 2015, 2018 y 2022                   |
| Santa Catarina | 2     | 2011 y 2024                         |
| Espírito Santo | 2     | 2016 y 2017                         |
| Goiás          | 1     | 2014                                |

## Superbike Light EVO
| Año  | Campeón         | Motocicleta           | Constructor | Equipo                  | Info |
| ---- | --------------- | --------------------- | ----------- | ----------------------- | ---- |
| 2017 | Bruno Corano    | Kawasaki Ninja ZX-10R | Kawasaki    | Kawasaki Racing Team    |      |
| 2018 | Bruno Corano    | BMW S1000RR           | BMW         | BMW Motorrad MotorSport |      |
| 2019 | Bruno Corano    | BMW S1000RR           | BMW         | BMW Motorrad MotorSport |      |
| 2020 | André Veríssimo | Kawasaki Ninja ZX-10R | Kawasaki    | PSBK Racing             |      |
| 2021 | Joélsu Mitiko   | Kawasaki Ninja ZX-10R | Kawasaki    | Controllity Racing      |      |

Constructores
| Campeones | Total | Años              |
| --------- | ----- | ----------------- |
| Kawasaki  | 3     | 2017, 2020 y 2021 |
| BMW       | 2     | 2018 y 2019       |

Equipos
| Campeones               | Total | Años        |
| ----------------------- | ----- | ----------- |
| BMW Motorrad MotorSport | 2     | 2018 y 2019 |
| Controllity Racing      | 1     | 2021        |
| PSBK Racing             | 1     | 2020        |
| Kawasaki Racing Team    | 1     | 2017        |

Federación
| Campeones | Total | Años                    |
| --------- | ----- | ----------------------- |
| São Paulo | 4     | 2017, 2018, 2019 y 2020 |
| Paraná    | 1     | 2021                    |

## Superbike Light Rookie
| Año  | Campeón      | Motocicleta           | Constructor | Equipo      | Info |
| ---- | ------------ | --------------------- | ----------- | ----------- | ---- |
| 2023 | David Pianez | Kawasaki Ninja ZX-10R | Kawasaki    | Almax Motos |      |

Constructores
| Campeones | Total | Años |
| --------- | ----- | ---- |
| Kawasaki  | 1     | 2023 |

Equipos
| Campeones   | Total | Años |
| ----------- | ----- | ---- |
| Almax Motos | 1     | 2023 |

Federación
| Campeones | Total | Años |
| --------- | ----- | ---- |
| São Paulo | 1     | 2023 |

## Superbike Light PRO AM
| Año  | Campeón         | Motocicleta | Constructor | Equipo                | Info |
| ---- | --------------- | ----------- | ----------- | --------------------- | ---- |
| 2010 | Newton Patrício | BMW S1000RR | BMW         | Equipment Dealer Team |      |

Constructores
| Campeones | Total | Años |
| --------- | ----- | ---- |
| BMW       | 1     | 2010 |

Equipos
| Campeones             | Total | Años |
| --------------------- | ----- | ---- |
| Equipment Dealer Team | 1     | 2010 |

Federación
| Campeones      | Total | Años |
| -------------- | ----- | ---- |
| Río de Janeiro | 1     | 2010 |

## Superbike Light Master
| Año  | Campeón                | Motocicleta           | Constructor | Equipo             | Info   |
| ---- | ---------------------- | --------------------- | ----------- | ------------------ | ------ |
| 2011 | Raphael Raucci         | Yamaha R1 GP 1000     | Yamaha      | SYD Racing         |        |
| 2012 | Carlos Rothier         | Suzuki GSX-R 1000     | Suzuki      | Red Lobster Racing | [ 64 ] |
| 2013 | Jun Sakakibara         | Suzuki GSXR 1000      | Suzuki      | BordSak Team       | [ 65 ] |
| 2014 | Luís Paulo Oshiro      | BMW S1000RR           | BMW         | Solo Moto          | [ 66 ] |
| 2015 | Michel Semaan Abboud   | Kawasaki Ninja ZX-10R | Kawasaki    | BH Racing          | [ 67 ] |
| 2016 | Marcos Ramalho         | Kawasaki Ninja ZX-10R | Kawasaki    | Red Ant Racing     | [ 68 ] |
| 2017 | Guilherme Olveira Neto | BMW S1000RR           | BMW         | Pro Racing Team    | [ 69 ] |
| 2018 | Guilherme Olveira Neto | BMW S1000RR           | BMW         | Pro Racing Team    | [ 70 ] |
| 2020 | Alexandre Godói        | Kawasaki Ninja ZX-10R | Kawasaki    | Molenaar Racing    |        |
| 2021 | Alexandre Godói        | Kawasaki Ninja ZX-10R | Kawasaki    | Tuning Prosport    |        |

Constructores
| Campeones | Total | Años                    |
| --------- | ----- | ----------------------- |
| Kawasaki  | 4     | 2015, 2016, 2020 y 2021 |
| BMW       | 3     | 2014, 2017 y 2018       |
| Suzuki    | 2     | 2012 y 2013             |
| Yamaha    | 1     | 2011                    |

Equipos
| Campeones          | Total | Años        |
| ------------------ | ----- | ----------- |
| Pro Racing Team    | 2     | 2017 y 2018 |
| Tuning Prosport    | 1     | 2021        |
| Molenaar Racing    | 1     | 2020        |
| Red Ant Racing     | 1     | 2016        |
| BH Racing          | 1     | 2015        |
| Solo Moto          | 1     | 2014        |
| BordSak Team       | 1     | 2013        |
| Red Lobster Racing | 1     | 2012        |
| SYD Racing         | 1     | 2011        |

Federación
| Campeones      | Total | Años                    |
| -------------- | ----- | ----------------------- |
| Paraná         | 4     | 2013, 2016, 2020 y 2020 |
| São Paulo      | 4     | 2011, 2014, 2017 y 2018 |
| Minas Gerais   | 1     | 2015                    |
| Río de Janeiro | 1     | 2012                    |

## Superbike Light Master Senior
| Año  | Campeón              | Motocicleta     | Constructor | Equipo             | Info   |
| ---- | -------------------- | --------------- | ----------- | ------------------ | ------ |
| 2020 | Alex Barros          | BMW S1000RR     | BMW         | Alex Barros Racing | [ 71 ] |
| 2021 | Luís Armando Boechat | BMW S1000RR     | BMW         | Lancer Racing      | [ 72 ] |
| 2022 | Édson Errera         | Honda CBR1000RR | Honda       | Errera Racing      |        |

Constructores
| Campeones | Total | Años        |
| --------- | ----- | ----------- |
| BMW       | 2     | 2020 y 2021 |
| Honda     | 1     | 2022        |

Equipos
| Campeones          | Total | Años |
| ------------------ | ----- | ---- |
| Errera Racing      | 1     | 2022 |
| Lancer Racing      | 1     | 2021 |
| Alex Barros Racing | 1     | 2020 |

Federación
| Campeones | Total | Años              |
| --------- | ----- | ----------------- |
| São Paulo | 3     | 2020, 2021 y 2022 |

## Superbike Escola
| Año  | Campeón            | Motocicleta          | Constructor | Equipo                    | Info   |
| ---- | ------------------ | -------------------- | ----------- | ------------------------- | ------ |
| 2017 | Rodrigo Tamani     | Ducati Panigale V4 S | Ducati      | Ducati Mooca Motul Racing | [ 73 ] |
| 2018 | Fábio Pitta        | BMW S1000RR          | BMW         | Colorado Doctor Racing    | [ 74 ] |
| 2019 | Rafael Palmieri    | BMW S1000RR          | BMW         | PSBK Racing               | [ 75 ] |
| 2020 | Leandro Pardini    | BMW S1000RR          | BMW         | Scuderia Famiglia Pardini | [ 76 ] |
| 2021 | Felipe Bittencourt | Suzuki GSX-S1000     | Suzuki      | PCM/PRT                   |        |
| 2022 | Vanderlei Pinho    | BMW S1000RR          | BMW         | Tecfil Racing Team        |        |

Constructores
| Campeones | Total | Años                    |
| --------- | ----- | ----------------------- |
| BMW       | 4     | 2019, 2019, 2020 y 2022 |
| Suzuki    | 1     | 2021                    |
| Ducati    | 1     | 2017                    |

Equipos
| Campeones                 | Total | Años |
| ------------------------- | ----- | ---- |
| Tecfil Racing Team        | 1     | 2022 |
| PCM/PRT                   | 1     | 2021 |
| Scuderia Famiglia Pardini | 1     | 2020 |
| PSBK Racing               | 1     | 2019 |
| Colorado Doctor Racing    | 1     | 2018 |
| Ducati Mooca Motul Racing | 1     | 2017 |

Federación
| Campeones      | Total | Años                    |
| -------------- | ----- | ----------------------- |
| São Paulo      | 4     | 2017, 2018, 2020 y 2022 |
| Santa Catarina | 1     | 2021                    |
| Paraná         | 1     | 2019                    |

## Panigale Cup
| Año  | Campeón           | Motocicleta         | Constructor | Equipo          | Info |
| ---- | ----------------- | ------------------- | ----------- | --------------- | ---- |
| 2018 | Rodrigo Cabecinha | Ducati Panigale 959 | Ducati      | Team LEGUEN 256 |      |

Equipos
| Campeones       | Total | Años |
| --------------- | ----- | ---- |
| Team LEGUEN 256 | 1     | 2018 |

Federación
| Campeones | Total | Años |
| --------- | ----- | ---- |
| São Paulo | 1     | 2018 |

## Triumph 675 Cup
| Año  | Campeón             | Motocicleta         | Constructor | Equipo             | Info |
| ---- | ------------------- | ------------------- | ----------- | ------------------ | ---- |
| 2010 | Sérgio de Laurentys | Triumph Daytona 675 | Triumph     | Special ONE Racing |      |

Equipos
| Campeones          | Total | Años |
| ------------------ | ----- | ---- |
| Special ONE Racing | 1     | 2010 |

Federación
| Campeones | Total | Años |
| --------- | ----- | ---- |
| São Paulo | 1     | 2010 |

## Supersport 600 PRO
| Año  | Campeón               | Motocicleta           | Constructor | Equipo                       | Info   |
| ---- | --------------------- | --------------------- | ----------- | ---------------------------- | ------ |
| 2010 | Thales Monteiro       | Yamaha YZF-R6         | Yamaha      | Yamaha Monster Energy Racing |        |
| 2011 | William Starostik     | Husqvarna XP-21       | Husqvarna   | 4-State Moto Complex         |        |
| 2012 | Fernando Ferraz       | Yamaha YZF R6         | Yamaha      | Inception Racing             | [ 77 ] |
| 2013 | Douglas Figueiredo    | Honda CBR 600RR       | Honda       | BordSak Team                 | [ 78 ] |
| 2014 | Danilo Lewis          | Kawasaki Ninja ZX-6R  | Kawasaki    | Tecfil Racing Team           | [ 79 ] |
| 2015 | Matheus Oliveira Dias | Kawasaki Ninja ZX-10R | Kawasaki    | Tecfil Racing Team           | [ 80 ] |
| 2016 | Eric Granado          | Honda CBR 600RR       | Honda       | GST - Granado Sport Team     | [ 81 ] |
| 2017 | Maxi Gerardo          | Ducati Panigale 959   | Ducati      | Ducati Mooca Motul Racing    | [ 82 ] |
| 2018 | Matheus Barbosa       | Kawasaki Ninja ZX-6R  | Kawasaki    | Motonil Motors / UsatecBSB   | [ 83 ] |
| 2019 | Matheus Barbosa       | Kawasaki Ninja ZX-6R  | Kawasaki    | Kawasaki Racing Team         | [ 84 ] |
| 2020 | Leonardo Tamburro     | Kawasaki Ninja ZX-6R  | Kawasaki    | Kawasaki Racing Brasil       | [ 85 ] |
| 2021 | Gustavo Manso         | Kawasaki Ninja ZX-6R  | Kawasaki    | Dezeró Racing                |        |
| 2022 | Felipe Gonçalves      | Kawasaki Ninja ZX-6R  | Kawasaki    | HJC / PSBK Racing            |        |
| 2023 | Felipe Gonçalves      | Kawasaki Ninja ZX-6R  | Kawasaki    | TEXX PSBK Racing             |        |
| 2024 | Leonardo Tamburro     | Kawasaki Ninja ZX-6R  | Kawasaki    | Racer X                      |        |

Constructores
| Campeones | Total | Años                                                  |
| --------- | ----- | ----------------------------------------------------- |
| Kawasaki  | 9     | 2014, 2015, 2018, 2019, 2020, 2021, 2022, 2023 y 2024 |
| Honda     | 2     | 2013 y 2016                                           |
| Yamaha    | 2     | 2010 y 2012                                           |
| Ducati    | 1     | 2017                                                  |
| Husqvarna | 1     | 2011                                                  |

Equipos
| Campeones                    | Total | Años        |
| ---------------------------- | ----- | ----------- |
| Tecfil Racing Team           | 2     | 2014 y 2015 |
| Racer X                      | 1     | 2024        |
| TEXX PSBK Racing             | 1     | 2023        |
| HJC / PSBK Racing            | 1     | 2022        |
| Dezeró Racing                | 1     | 2021        |
| Kawasaki Racing Brasil       | 1     | 2020        |
| Kawasaki Racing Team         | 1     | 2019        |
| Motonil Motors / UsatecBSB   | 1     | 2018        |
| Ducati Mooca Motul Racing    | 1     | 2017        |
| GST - Granado Sport Team     | 1     | 2016        |
| BordSak Team                 | 1     | 2013        |
| Inception Racing             | 1     | 2012        |
| 4-State Moto Complex         | 1     | 2011        |
| Yamaha Monster Energy Racing | 1     | 2010        |

Federación
| Campeones          | Total | Años                                            |
| ------------------ | ----- | ----------------------------------------------- |
| São Paulo          | 8     | 2012, 2013, 2014, 2015, 2016, 2020, 2021 y 2024 |
| Paraná             | 2     | 2022 y 2023                                     |
| Goiás              | 2     | 2018 y 2019                                     |
| Uruguay            | 1     | 2017                                            |
| Río Grande del Sur | 1     | 2011                                            |
| Río de Janeiro     | 1     | 2010                                            |

## Supersport 600 Light
| Año  | Campeón         | Motocicleta          | Constructor | Equipo         | Info |
| ---- | --------------- | -------------------- | ----------- | -------------- | ---- |
| 2023 | Douglas Andrade | Kawasaki Ninja ZX-6R | Kawasaki    | Clube Trackday |      |
| 2024 | Guilherme Rigo  | Kawasaki Ninja ZX-6R | Kawasaki    | EVORACING      |      |

Constructores
| Campeones | Total | Años        |
| --------- | ----- | ----------- |
| Kawasaki  | 2     | 2023 y 2024 |

Equipos
| Campeones      | Total | Años |
| -------------- | ----- | ---- |
| EVORACING      | 1     | 2024 |
| Clube Trackday | 1     | 2023 |

Federación
| Campeones      | Total | Años |
| -------------- | ----- | ---- |
| Santa Catarina | 1     | 2024 |
| São Paulo      | 1     | 2023 |

## Supersport 600 PRO EVO
| Año  | Campeón           | Motocicleta          | Constructor | Equipo                  | Info |
| ---- | ----------------- | -------------------- | ----------- | ----------------------- | ---- |
| 2022 | Franco Pandolfino | Kawasaki Ninja ZX-6R | Kawasaki    | Luvizotto Race Team     |      |
| 2023 | Alex Oliveira     | Kawasaki Ninja ZX-6R | Kawasaki    | Pioneiro Motonil Motors |      |
| 2024 | Michel Tanga      | Kawasaki Ninja ZX-6R | Kawasaki    | Plena Saúde PSBK Racing |      |

Constructores
| Campeones | Total | Años              |
| --------- | ----- | ----------------- |
| Kawasaki  | 3     | 2022, 2023 y 2024 |

Equipos
| Campeones               | Total | Años |
| ----------------------- | ----- | ---- |
| Plena Saúde PSBK Racing | 1     | 2024 |
| Pioneiro Motonil Motors | 1     | 2023 |
| Luvizotto Race Team     | 1     | 2022 |

Federación
| Campeones    | Total | Años |
| ------------ | ----- | ---- |
| Paraná       | 1     | 2024 |
| Minas Gerais | 1     | 2023 |
| Argentina    | 1     | 2022 |

## Supersport 600 EVO
| Año  | Campeón               | Motocicleta          | Constructor | Equipo                  | Info |
| ---- | --------------------- | -------------------- | ----------- | ----------------------- | ---- |
| 2010 | Gabriel Kannermann    | Honda CBR600RR       | Honda       | Orlen Honda Racing      |      |
| 2022 | Ronaldo Tutti Ranieri | Kawasaki Ninja ZX-6R | Kawasaki    | DS Performance          |      |
| 2023 | Gustavo Silveira      | Kawasaki Ninja ZX-6R | Kawasaki    | Pioneiro Motonil Motors |      |

Constructores
| Campeones | Total | Años |
| --------- | ----- | ---- |
| Kawasaki  | 2     |      |
| Honda     | 1     |      |

Equipos
| Campeones               | Total | Años |
| ----------------------- | ----- | ---- |
| Pioneiro Motonil Motors | 1     | 2023 |
| DS Performance          | 1     | 2022 |
| Orlen Honda Racing      | 1     | 2010 |

Federación
| Campeones      | Total | Años        |
| -------------- | ----- | ----------- |
| Santa Catarina | 2     | 2010 y 2023 |
| São Paulo      | 1     | 2022        |

## Supersport 600 EVO Light
| Año  | Campeón      | Motocicleta          | Constructor | Equipo       | Info |
| ---- | ------------ | -------------------- | ----------- | ------------ | ---- |
| 2023 | Paulo Foroni | Kawasaki Ninja ZX-6R | Kawasaki    | Genisis Race |      |

Constructores
| Campeones | Total | Años |
| --------- | ----- | ---- |
| Kawasaki  | 1     | 2023 |

Equipos
| Campeones    | Total | Años |
| ------------ | ----- | ---- |
| Genisis Race | 1     | 2023 |

Federación
| Campeones | Total | Años |
| --------- | ----- | ---- |
| São Paulo | 1     | 2023 |

## Supersport 600 Master
| Año  | Campeón             | Motocicleta          | Constructor | Equipo       | Info |
| ---- | ------------------- | -------------------- | ----------- | ------------ | ---- |
| 2017 | Édson Fibla         | Kawasaki Ninja ZX-6R | Kawasaki    | Lakes Racing |      |
| 2018 | Henrique Daniel     | Honda CBR 600RR      | Honda       | Team Laidlow |      |
| 2019 | Rubens Arenas Bosch | Kawasaki Ninja ZX-6R | Kawasaki    | Barry Racing |      |
| 2020 | Paulo Foroni        | Triumph Daytona 675R | Triumph     | Giesse Team  |      |

Constructores
| Campeones | Total | Años        |
| --------- | ----- | ----------- |
| Kawasaki  | 2     | 2017 y 2019 |
| Triumph   | 1     | 2020        |
| Honda     | 1     | 2018        |

Equipos
| Campeones    | Total | Años |
| ------------ | ----- | ---- |
| Giesse Team  | 1     |      |
| Barry Racing | 1     |      |
| Team Laidlow | 1     |      |
| Lakes Racing | 1     |      |

Federación
| Campeones          | Total | Años        |
| ------------------ | ----- | ----------- |
| São Paulo          | 2     | 2017 y 2020 |
| Bahía              | 1     | 2019        |
| Río Grande del Sur | 1     | 2018        |

## Supersport 600 Extreme
| Año  | Campeón         | Motocicleta          | Constructor | Equipo                 | Info |
| ---- | --------------- | -------------------- | ----------- | ---------------------- | ---- |
| 2017 | Rui Cardoso     | Kawasaki Ninja ZX-6R | Kawasaki    | Bike Torque Taumarunui |      |
| 2018 | Marcelo Caetano | Kawasaki Ninja ZX-6R | Kawasaki    | Gustoil Racing Team    |      |
| 2019 | Pedro Valiente  | Yamaha YZF-R6        | Yamaha      | Valiente Racing        |      |
| 2020 | Douglas Russo   | Kawasaki Ninja ZX-6R | Kawasaki    | Diamond Racing         |      |
| 2021 | Régis Santos    | Kawasaki Ninja ZX-6R | Kawasaki    | Elden Racing           |      |

Constructores
| Campeones | Total | Años                    |
| --------- | ----- | ----------------------- |
| Kawasaki  | 4     | 2017, 2018, 2020 y 2021 |
| Yamaha    | 1     | 2019                    |

Equipos
| Campeones              | Total | Años |
| ---------------------- | ----- | ---- |
| Elden Racing           | 1     | 2021 |
| Diamond Racing         | 1     | 2020 |
| Valiente Racing        | 1     | 2019 |
| Gustoil Racing Team    | 1     | 2018 |
| Bike Torque Taumarunui | 1     | 2017 |

Federación
| Campeones | Total | Años              |
| --------- | ----- | ----------------- |
| São Paulo | 3     | 2017, 2020 y 2020 |
| Paraguay  | 1     | 2019              |
| Pará      | 1     | 2018              |

## Supersport 600 Estreante
| Año  | Campeón               | Motocicleta           | Constructor | Equipo                 | Info |
| ---- | --------------------- | --------------------- | ----------- | ---------------------- | ---- |
| 2015 | Christian Cerciari    | Yamaha YZF-R6         | Yamaha      | Cerciari Racing School |      |
| 2020 | Pedro Kamikaze        | Kawasaki Ninja ZX-10R | Kawasaki    | Alpha Team Racing      |      |
| 2021 | Ronaldo Tutti Ranieri | Kawasaki Ninja ZX-6R  | Kawasaki    | Roadways Racing        |      |
| 2022 | Júnio Bereta          | Triumph Daytona 675R  | Triumph     | AST Racing             |      |

Constructores
| Campeones | Total | Años        |
| --------- | ----- | ----------- |
| Kawasaki  | 2     | 2020 y 2021 |
| Triumph   | 1     | 2022        |
| Yamaha    | 1     | 2015        |

Equipos
| Campeones              | Total | Años |
| ---------------------- | ----- | ---- |
| AST Racing             | 1     | 2022 |
| Roadways Racing        | 1     | 2021 |
| Alpha Team Racing      | 1     | 2020 |
| Cerciari Racing School | 1     | 2015 |

Federación
| Campeones | Total | Años                    |
| --------- | ----- | ----------------------- |
| São Paulo | 4     | 2015, 2020, 2021 y 2022 |

## Supersport 600 PRO AM
| Año  | Campeón            | Motocicleta            | Constructor | Equipo                | Info |
| ---- | ------------------ | ---------------------- | ----------- | --------------------- | ---- |
| 2010 | Pedro Sala         | Kawasaki ZX-6R         | Kawasaki    | Random Vandals Racing |      |
| 2011 | Pedro Gonçalves    | Ducati Panigale V4 600 | Ducati      | Nielsen Racing        |      |
| 2012 | Giovanni Terrani   | Honda CBR 600RR        | Honda       | Bikers Racing Team    |      |
| 2013 | Douglas Pecoraro   | Kawasaki Ninja ZX-6R   | Kawasaki    | Potenza Racing        |      |
| 2014 | Fabrício de Castro | Kawasaki Ninja ZX-6R   | Kawasaki    | Bendo Competições     |      |
| 2015 | Rafael Dadário     | Kawasaki Ninja ZX-6R   | Kawasaki    | Sand Racing           |      |
| 2016 | Diego Viveiros     | Kawasaki Ninja ZX-6R   | Kawasaki    | Team Lavaggi          |      |
| 2017 | Leandro Espósito   | Kawasaki Ninja ZX-6R   | Kawasaki    | PKM Racing            |      |

Constructores
| Campeones | Total | Años                                |
| --------- | ----- | ----------------------------------- |
| Kawasaki  | 6     | 2010, 2013, 2014, 2015, 2016 y 2017 |
| Honda     | 1     | 2012                                |
| Ducati    | 1     | 2011                                |

Equipos
| Campeones             | Total | Años |
| --------------------- | ----- | ---- |
| PKM Racing            | 1     | 2017 |
| Team Lavaggi          | 1     | 2016 |
| Sand Racing           | 1     | 2015 |
| Bendo Competições     | 1     | 2014 |
| Potenza Racing        | 1     | 2013 |
| Bikers Racing Team    | 1     | 2012 |
| Nielsen Racing        | 1     | 2011 |
| Random Vandals Racing | 1     | 2010 |

Federación
| Campeones           | Total | Años                    |
| ------------------- | ----- | ----------------------- |
| São Paulo           | 4     | 2010, 2013, 2016 y 2017 |
| Minas Gerais        | 1     | 2015                    |
| Mato Grosso del Sur | 1     | 2014                    |
| Italia              | 1     | 2012                    |
| Río Grande del Sur  | 1     | 2011                    |

## Supersport 600 Stock
| Año  | Campeón              | Motocicleta          | Constructor | Equipo                       | Info |
| ---- | -------------------- | -------------------- | ----------- | ---------------------------- | ---- |
| 2010 | Alessandro Fortunato | Suzuki GSX-R600      | Suzuki      | Extreme Velocity Motorsports |      |
| 2017 | Rafael Rigueiro      | Kawasaki Ninja ZX-6R | Kawasaki    | Henriksen Racing             |      |
| 2018 | Cristiano Souza      | Triumph Daytona 675  | Triumph     | Morelli Motorsport           |      |
| 2019 | Maurício Marques     | Kawasaki Ninja ZX-6R | Kawasaki    | Celani Team                  |      |
| 2020 | Rubens Mesquita      | Kawasaki Ninja ZX-6R | Kawasaki    | Azteca Motorsport            |      |

Constructores
| Campeones | Total | Años              |
| --------- | ----- | ----------------- |
| Kawasaki  | 3     | 2017, 2019 y 2020 |
| Triumph   | 1     | 2018              |
| Suzuki    | 1     | 2010              |

Equipos
| Campeones                    | Total | Años |
| ---------------------------- | ----- | ---- |
| Azteca Motorsport            | 1     | 2020 |
| Celani Team                  | 1     | 2019 |
| Morelli Motorsport           | 1     | 2018 |
| Henriksen Racing             | 1     | 2017 |
| Extreme Velocity Motorsports | 1     | 2010 |

Federación
| Campeones          | Total | Años        |
| ------------------ | ----- | ----------- |
| São Paulo          | 2     | 2017 y 2020 |
| Río Grande del Sur | 1     | 2019        |
| Mato Grosso        | 1     | 2018        |
| Santa Catarina     | 1     | 2010        |

## Supersport 600 Naked
| Año  | Campeón          | Motocicleta    | Constructor | Equipo                 | Info |
| ---- | ---------------- | -------------- | ----------- | ---------------------- | ---- |
| 2010 | Mauro Thomassini | Honda CBR600RR | Honda       | Wolf Connection Racing |      |

Constructores
| Campeones | Total | Años |
| --------- | ----- | ---- |
| Honda     | 1     | 2010 |

Equipos
| Campeones              | Total | Años |
| ---------------------- | ----- | ---- |
| Wolf Connection Racing | 1     | 2010 |

Federación
| Campeones | Total | Años |
| --------- | ----- | ---- |
| São Paulo | 1     | 2010 |

## Supersport 600 Escola
| Año  | Campeón              | Motocicleta           | Constructor | Equipo                | Info |
| ---- | -------------------- | --------------------- | ----------- | --------------------- | ---- |
| 2017 | Leandro Amâncio      | Yamaha R1 GP 600      | Yamaha      | ELB Escola de Pilotos |      |
| 2018 | Marco Ferreira       | Yamaha R1 GP 1000     | Yamaha      | Bristol Racing        |      |
| 2019 | Victor Simões        | Yamaha YZF-R6         | Yamaha      | SPN Racing - 598      |      |
| 2020 | Luís Roberto Zuliani | Ducati 1199R Panigale | Ducati      | Turbo Riders          |      |

Constructores
| Campeones | Total | Años              |
| --------- | ----- | ----------------- |
| Yamaha    | 2     | 2017, 2018 y 2019 |
| Ducati    | 1     | 2020              |

Equipos
| Campeones             | Total | Años |
| --------------------- | ----- | ---- |
| Turbo Riders          | 1     | 2020 |
| SPN Racing - 598      | 1     | 2019 |
| Bristol Racing        | 1     | 2018 |
| ELB Escola de Pilotos | 1     | 2017 |

Federación
| Campeones          | Total | Años              |
| ------------------ | ----- | ----------------- |
| São Paulo          | 3     | 2017, 2018 y 2020 |
| Río Grande del Sur | 1     | 2019              |

## Superstock
| Año  | Campeón                | Motocicleta           | Constructor | Equipo                 | Info |
| ---- | ---------------------- | --------------------- | ----------- | ---------------------- | ---- |
| 2017 | Juracy Rodrigues Black | Kawasaki Ninja ZX-10R | Kawasaki    | PSBK/Black Day Racing  |      |
| 2018 | Guto Figueiredo        | Kawasaki Ninja ZX-10R | Kawasaki    | PRT - Pitico Race Team |      |
| 2019 | Guto Figueiredo        | Kawasaki Ninja ZX-10R | Kawasaki    | PSBK Racing            |      |
| 2020 | Osvaldo Jorge Duende   | Kawasaki Ninja ZX-10R | Kawasaki    | Duende Racing          |      |

Constructores
| Campeones | Total | Años                    |
| --------- | ----- | ----------------------- |
| Kawasaki  | 4     | 2017, 2018, 2019 y 2020 |

Equipos
| Campeones              | Total | Años |
| ---------------------- | ----- | ---- |
| Duende Racing          | 1     | 2020 |
| PSBK Racing            | 1     | 2019 |
| PRT - Pitico Race Team | 1     | 2018 |
| PSBK/Black Day Racing  | 1     | 2017 |

Federación
| Campeones | Total | Años              |
| --------- | ----- | ----------------- |
| São Paulo | 3     | 2018, 2019 y 2020 |
| Paraná    | 1     | 2017              |

## Superstock EVO
| Año  | Campeón        | Motocicleta   | Constructor | Equipo           | Info |
| ---- | -------------- | ------------- | ----------- | ---------------- | ---- |
| 2010 | Carlos Quintas | Yamaha YZF-R6 | Yamaha      | Overdrive Racing |      |

Constructores
| Campeones | Total | Años |
| --------- | ----- | ---- |
| Yamaha    | 1     | 2010 |

Equipos
| Campeones        | Total | Años |
| ---------------- | ----- | ---- |
| Overdrive Racing | 1     | 2010 |

Federación
| Campeones      | Total | Años |
| -------------- | ----- | ---- |
| Río de Janeiro | 1     | 2010 |

## Superstreet
| Año  | Campeón      | Motocicleta   | Constructor | Equipo                    | Info |
| ---- | ------------ | ------------- | ----------- | ------------------------- | ---- |
| 2016 | Ton Kawakami | Yamaha YZF-R3 | Yamaha      | PlayStation Yamaha Racing |      |

Constructores
| Campeones | Total | Años |
| --------- | ----- | ---- |
| Yamaha    | 1     | 2016 |

Equipos
| Campeones                 | Total | Años |
| ------------------------- | ----- | ---- |
| PlayStation Yamaha Racing | 1     | 2016 |

Federación
| Campeones | Total | Años |
| --------- | ----- | ---- |
| São Paulo | 1     | 2016 |

## Copa Honda CBR 650R PRO
| Año  | Campeón             | Motocicleta    | Constructor | Equipo        | Info |
| ---- | ------------------- | -------------- | ----------- | ------------- | ---- |
| 2021 | João Vítor Carneiro | Honda CBR 650R | Honda       | Cajuru Racing |      |
| 2022 | João Vítor Carneiro | Honda CBR 650R | Honda       | Cajuru Racing |      |
| 2023 | Juninho Moreira     | Honda CBR 650R | Honda       | Team Racing22 |      |
| 2024 | Guilherme Fernandes | Honda CBR 650R | Honda       | Cajuru Racing |      |

Equipos
| Campeones     | Total | Años              |
| ------------- | ----- | ----------------- |
| Cajuru Racing | 3     | 2021, 2022 y 2024 |
| Team Racing22 | 1     | 2023              |

Federación
| Campeones | Total | Años                    |
| --------- | ----- | ----------------------- |
| São Paulo | 4     | 2021, 2022, 2023 y 2024 |

## Copa Honda CBR 650R Light
| Año  | Campeón              | Motocicleta    | Constructor | Equipo                  | Info |
| ---- | -------------------- | -------------- | ----------- | ----------------------- | ---- |
| 2022 | Ayres Carvalho Filho | Honda CBR 650R | Honda       | AllBoy Colorado         |      |
| 2023 | Lucas Bessa          | Honda CBR 650R | Honda       | Pioneiro Motonil Motors |      |
| 2024 | Fábio Delefrate      | Honda CBR 650R | Honda       | TEXX PSBK Racing        |      |

Equipos
| Campeones               | Total | Años |
| ----------------------- | ----- | ---- |
| TEXX PSBK Racing        | 1     | 2024 |
| Pioneiro Motonil Motors | 1     | 2023 |
| AllBoy Colorado         | 1     | 2022 |

Federación
| Campeones      | Total | Años |
| -------------- | ----- | ---- |
| Paraná         | 1     | 2024 |
| São Paulo      | 1     | 2023 |
| Río de Janeiro | 1     | 2022 |

## Copa Honda CBR 650R EVO
| Año  | Campeón             | Motocicleta    | Constructor | Equipo           | Info |
| ---- | ------------------- | -------------- | ----------- | ---------------- | ---- |
| 2020 | Leonardo Capezzi    | Honda CBR 650R | Honda       | TechSport Racing |      |
| 2021 | Maurício Laranjeira | Honda CBR 650R | Honda       | Aikoa Racing     |      |

Equipos
| Campeones        | Total | Años |
| ---------------- | ----- | ---- |
| Aikoa Racing     | 1     | 2021 |
| TechSport Racing | 1     | 2020 |

Federación
| Campeones | Total | Años |
| --------- | ----- | ---- |
| São Paulo | 1     | 2021 |
| Italia    | 1     | 2020 |

## Copa Honda CBR 650R EVO Master
| Año  | Campeón          | Motocicleta    | Constructor | Equipo        | Info |
| ---- | ---------------- | -------------- | ----------- | ------------- | ---- |
| 2021 | Rodrigo Medeiros | Honda CBR 650R | Honda       | MM Motorsport |      |

Equipos
| Campeones     | Total | Años |
| ------------- | ----- | ---- |
| MM Motorsport | 1     | 2021 |

Federación
| Campeones | Total | Años |
| --------- | ----- | ---- |
| São Paulo | 1     | 2021 |

## Copa Honda CBR 650R Light Master
| Año  | Campeón              | Motocicleta    | Constructor | Equipo        | Info |
| ---- | -------------------- | -------------- | ----------- | ------------- | ---- |
| 2021 | Ayres Carvalho Filho | Honda CBR 650R | Honda       | MM Motorsport |      |

Equipos
| Campeones     | Total | Años |
| ------------- | ----- | ---- |
| MM Motorsport | 1     | 2021 |

Federación
| Campeones      | Total | Años |
| -------------- | ----- | ---- |
| Río de Janeiro | 1     | 2021 |

## Copa Honda CBR 650R Master
| Año  | Campeón             | Motocicleta    | Constructor | Equipo                  | Info |
| ---- | ------------------- | -------------- | ----------- | ----------------------- | ---- |
| 2021 | Alexandre Colorado  | Honda CBR 650R | Honda       | Colorado Racing         |      |
| 2022 | Alexandre Colorado  | Honda CBR 650R | Honda       | AllBoy Colorado         |      |
| 2023 | Maurício Laranjeira | Honda CBR 650R | Honda       | Colorado Race Team      |      |
| 2024 | Chrystian Quick     | Honda CBR 650R | Honda       | Pioneiro Motonil Motors |      |

Equipos
| Campeones               | Total | Años        |
| ----------------------- | ----- | ----------- |
| Colorado Race Team      | 2     | 2021 y 2023 |
| Pioneiro Motonil Motors | 1     | 2024        |
| AllBoy Colorado         | 1     | 2022        |

Federación
| Campeones | Total | Años                    |
| --------- | ----- | ----------------------- |
| São Paulo | 4     | 2021, 2022, 2023 y 2024 |

## Copa Honda CBR 650R Feminina
| Año  | Campeón    | Motocicleta    | Constructor | Equipo       | Info |
| ---- | ---------- | -------------- | ----------- | ------------ | ---- |
| 2018 | Indy Muñoz | Honda CBR 650R | Honda       | Cowan Racing |      |

Equipos
| Campeones    | Total | Años |
| ------------ | ----- | ---- |
| Cowan Racing | 1     | 2018 |

Federación
| Campeones            | Total | Años |
| -------------------- | ----- | ---- |
| República Dominicana | 1     | 2018 |

## Copa Honda CBR 500R Extreme
| Año  | Campeón          | Motocicleta    | Constructor | Equipo                 | Info |
| ---- | ---------------- | -------------- | ----------- | ---------------------- | ---- |
| 2018 | Marcelo Moreno   | Honda CBR 500R | Honda       | Cowan Racing           |      |
| 2019 | Gilberto Roff Jr | Honda CBR 500R | Honda       | Tecfil Havoline Racing |      |

Equipos
| Campeones              | Total | Años |
| ---------------------- | ----- | ---- |
| Tecfil Havoline Racing | 1     | 2019 |
| Cowan Racing           | 1     | 2018 |

Federación
| Campeones      | Total | Años |
| -------------- | ----- | ---- |
| Santa Catarina | 1     | 2019 |
| São Paulo      | 1     | 2018 |

## Copa CBR 600F PRO
| Año  | Campeón           | Motocicleta    | Constructor | Equipo         | Info |
| ---- | ----------------- | -------------- | ----------- | -------------- | ---- |
| 2012 | Roberto Fernández | Honda CBR 600F | Honda       | Pegasus Racing |      |

Equipos
| Campeones      | Total | Años |
| -------------- | ----- | ---- |
| Pegasus Racing | 1     | 2012 |

Federación
| Campeones | Total | Años |
| --------- | ----- | ---- |
| España    | 1     | 2012 |

## Copa CBR 600F Light
| Año  | Campeón         | Motocicleta    | Constructor | Equipo       | Info |
| ---- | --------------- | -------------- | ----------- | ------------ | ---- |
| 2012 | Mateo Franzotti | Honda CBR 600F | Honda       | Graff Racing |      |

Equipos
| Campeones    | Total | Años |
| ------------ | ----- | ---- |
| Graff Racing | 1     | 2012 |

Federación
| Campeones | Total | Años |
| --------- | ----- | ---- |
| Argentina | 1     | 2012 |

## Copa Honda CBR 500R PRO
| Año  | Campeón              | Motocicleta    | Constructor | Equipo                       | Info |
| ---- | -------------------- | -------------- | ----------- | ---------------------------- | ---- |
| 2014 | Igor Calura          | Honda CBR 500R | Honda       | Mototech                     |      |
| 2015 | Lucas Dezeró         | Honda CBR 500R | Honda       | Alemão Pneus                 |      |
| 2016 | Leonardo Tamburro    | Honda CBR 500R | Honda       | Honda Motoschool de Talentos |      |
| 2017 | Leonardo Tamburro    | Honda CBR 500R | Honda       | Motoschool Racing            |      |
| 2018 | Enzo Valentin Garcia | Honda CBR 500R | Honda       | Misano Racing Team           |      |
| 2019 | Raphael Ramos        | Honda CBR 500R | Honda       | MotoSchool Racing Team       |      |
| 2020 | Guilherme Brito      | Honda CBR 500R | Honda       | Motonil Motors               |      |

Equipos
| Campeones                    | Total | Años        |
| ---------------------------- | ----- | ----------- |
| MotoSchool Racing Team       | 1     | 2017 y 2019 |
| Motonil Motors               | 1     | 2020        |
| Misano Racing Team           | 1     | 2018        |
| Honda Motoschool de Talentos | 1     | 2016        |
| Alemão Pneus                 | 1     | 2015        |
| Mototech                     | 1     | 2014        |

Federación
| Campeones | Total | Años                                |
| --------- | ----- | ----------------------------------- |
| São Paulo | 6     | 2015, 2016, 2017, 2018, 2019 y 2020 |
| Paraná    | 1     | 2014                                |

## Copa Honda CBR 500R Light
| Año  | Campeón           | Motocicleta    | Constructor | Equipo                  | Info |
| ---- | ----------------- | -------------- | ----------- | ----------------------- | ---- |
| 2014 | Alef Barbosa      | Honda CBR 500R | Honda       | Asper Team              |      |
| 2015 | Weslley Ribeiro   | Honda CBR 500R | Honda       | Hocking Motorsport      |      |
| 2016 | Rafael Rigueiro   | Honda CBR 500R | Honda       | Prodina Racing          |      |
| 2017 | Lucas Alvarenga   | Honda CBR 500R | Honda       | Txarandaka - UTR Racing |      |
| 2018 | Raphael Ramos     | Honda CBR 500R | Honda       | Vibra Energia Team      |      |
| 2019 | Luizinho Henrique | Honda CBR 500R | Honda       | Tecfil Havoline Racing  |      |
| 2020 | Richard Oliveira  | Honda CBR 500R | Honda       | EstrelaBet Autosport    |      |

Equipos
| Campeones               | Total | Años |
| ----------------------- | ----- | ---- |
| EstrelaBet Autosport    | 1     | 2020 |
| Tecfil Havoline Racing  | 1     | 2019 |
| Vibra Energia Team      | 1     | 2018 |
| Txarandaka - UTR Racing | 1     | 2017 |
| Prodina Racing          | 1     | 2016 |
| Hocking Motorsport      | 1     | 2015 |
| Asper Team              | 1     | 2014 |

Federación
| Campeones      | Total | Años                    |
| -------------- | ----- | ----------------------- |
| São Paulo      | 4     | 2014, 2016, 2017 y 2018 |
| Río de Janeiro | 2     | 2019 y 2020             |
| Goiás          | 1     | 2015                    |

## Copa Honda CBR 500R Master
| Año  | Campeón                | Motocicleta    | Constructor | Equipo             | Info |
| ---- | ---------------------- | -------------- | ----------- | ------------------ | ---- |
| 2014 | Suzane Carvalho        | Honda CBR 500R | Honda       | Oscar Team         |      |
| 2015 | Suzane Carvalho        | Honda CBR 500R | Honda       | Thalgo Racing Team |      |
| 2020 | Juracy Rodrigues Black | Honda CBR 500R | Honda       | Design Team        |      |

Equipos
| Campeones          | Total | Años |
| ------------------ | ----- | ---- |
| Design Team        | 1     | 2014 |
| Thalgo Racing Team | 1     | 2015 |
| Oscar Team         | 1     | 2020 |

Federación
| Campeones      | Total | Años        |
| -------------- | ----- | ----------- |
| Río de Janeiro | 2     | 2014 y 2015 |
| Paraná         | 1     | 2020        |

## Copa Honda CBR 500R Teen
| Año  | Campeón              | Motocicleta    | Constructor | Equipo                  | Info |
| ---- | -------------------- | -------------- | ----------- | ----------------------- | ---- |
| 2014 | Willian Ribeiro      | Honda CBR 500R | Honda       | Axon 7 Team             |      |
| 2015 | Weslley Ribeiro      | Honda CBR 500R | Honda       | Hocking Motorsport      |      |
| 2016 | Rafael Rigueiro      | Honda CBR 500R | Honda       | Prodina Racing          |      |
| 2017 | Lucas Alvarenga      | Honda CBR 500R | Honda       | Txarandaka - UTR Racing |      |
| 2018 | Enzo Valentim Garcia | Honda CBR 500R | Honda       | Misano Racing Team      |      |
| 2019 | Raphael Ramos        | Honda CBR 500R | Honda       | MotoSchool Racing Team  |      |

Equipos
| Campeones               | Total | Años |
| ----------------------- | ----- | ---- |
| MotoSchool Racing Team  | 1     | 2019 |
| Misano Racing Team      | 1     | 2018 |
| Txarandaka - UTR Racing | 1     | 2017 |
| Prodina Racing          | 1     | 2016 |
| Hocking Motorsport      | 1     | 2015 |
| Axon 7 Team             | 1     | 2014 |

Federación
| Campeones | Total | Años                    |
| --------- | ----- | ----------------------- |
| São Paulo | 4     | 2016, 2017, 2018 y 2019 |
| Goiás     | 2     | 2014 y 2015             |

## Copa Honda CB 300R PRO
| Año  | Campeón              | Motocicleta    | Constructor | Equipo         | Info |
| ---- | -------------------- | -------------- | ----------- | -------------- | ---- |
| 2012 | Wellington Fernandes | Honda CBR 300R | Honda       | Fox Motorsport |      |
| 2013 | Osvaldo Jorge Duende | Honda CBR 300R | Honda       | Duende Racing  |      |

Equipos
| Campeones      | Total | Años |
| -------------- | ----- | ---- |
| Duende Racing  | 1     | 2013 |
| Fox Motorsport | 1     | 2012 |

Federación
| Campeones      | Total | Años |
| -------------- | ----- | ---- |
| São Paulo      | 1     | 2013 |
| Santa Catarina | 1     | 2012 |

## Copa Honda CB 300R Light
| Año  | Campeón         | Motocicleta   | Constructor | Equipo        | Info |
| ---- | --------------- | ------------- | ----------- | ------------- | ---- |
| 2013 | Allex Alvarenga | Honda CB 300R | Honda       | Tomate Racing |      |

Equipos
| Campeones     | Total | Años |
| ------------- | ----- | ---- |
| Tomate Racing | 1     | 2013 |

Federación
| Campeones | Total | Años |
| --------- | ----- | ---- |
| São Paulo | 1     | 2013 |

## Suhai 400 Cup PRO
| Año  | Campeón        | Motocicleta         | Constructor | Equipo                 | Info |
| ---- | -------------- | ------------------- | ----------- | ---------------------- | ---- |
| 2023 | Heitor Ourinho | Kawasaki Ninja 400R | Kawasaki    | PRT - Pitico Race Team |      |
| 2024 | Renan Fui      | Kawasaki Ninja 400R | Kawasaki    | TEXX PSBK Racing       |      |

Constructores
| Campeones | Total | Años        |
| --------- | ----- | ----------- |
| Kawasaki  | 2     | 2023 y 2024 |

Equipos
| Campeones              | Total | Años |
| ---------------------- | ----- | ---- |
| TEXX PSBK Racing       | 1     | 2024 |
| PRT - Pitico Race Team | 1     | 2023 |

Federación
| Campeones | Total | Años |
| --------- | ----- | ---- |
| São Paulo | 1     | 2024 |
| Bahía     | 1     | 2023 |

## Suhai 400 Cup Light
| Año  | Campeón              | Motocicleta         | Constructor | Equipo         | Info |
| ---- | -------------------- | ------------------- | ----------- | -------------- | ---- |
| 2024 | Wellington Bernardes | Kawasaki Ninja 400R | Kawasaki    | W2V Motorsport |      |

Constructores
| Campeones | Total | Años |
| --------- | ----- | ---- |
| Kawasaki  | 1     | 2024 |

Equipos
| Campeones      | Total | Años |
| -------------- | ----- | ---- |
| W2V Motorsport | 1     | 2024 |

Federación
| Campeones | Total | Años |
| --------- | ----- | ---- |
| São Paulo | 1     | 2024 |

## Suhai 400 Cup Master
| Año  | Campeón           | Motocicleta         | Constructor | Equipo         | Info |
| ---- | ----------------- | ------------------- | ----------- | -------------- | ---- |
| 2023 | Fabinho da Hornet | Kawasaki Ninja 400R | Kawasaki    | W2V Motorsport |      |
| 2024 | Fabinho da Hornet | Kawasaki Ninja 400R | Kawasaki    | W2V Motorsport |      |

Constructores
| Campeones | Total | Años        |
| --------- | ----- | ----------- |
| Kawasaki  | 2     | 2023 y 2024 |

Equipos
| Campeones      | Total | Años        |
| -------------- | ----- | ----------- |
| W2V Motorsport | 2     | 2023 y 2024 |

Federación
| Campeones | Total | Años        |
| --------- | ----- | ----------- |
| São Paulo | 2     | 2023 y 2024 |

## Suhai 300 Cup
| Año  | Campeón         | Motocicleta   | Constructor | Equipo  | Info |
| ---- | --------------- | ------------- | ----------- | ------- | ---- |
| 2024 | Guilherme Baron | Yamaha YZF R3 | Yamaha      | RACER X |      |

Constructores
| Campeones | Total | Años |
| --------- | ----- | ---- |
| Yamaha    | 1     | 2024 |

Equipos
| Campeones | Total | Años |
| --------- | ----- | ---- |
| RACER X   | 1     | 2024 |

Federación
| Campeones | Total | Años |
| --------- | ----- | ---- |
| São Paulo | 1     | 2024 |

## Supersport 400 - Ninja 400 PRO
| Año  | Campeón           | Motocicleta         | Constructor | Equipo             | Info |
| ---- | ----------------- | ------------------- | ----------- | ------------------ | ---- |
| 2020 | Lincoln Lima Melo | Kawasaki Ninja 400R | Kawasaki    | Tecfil Racing Team |      |
| 2021 | Lincoln Lima Melo | Kawasaki Ninja 400R | Kawasaki    | Tecfil Racing Team |      |

Equipos
| Campeones          | Total | Años        |
| ------------------ | ----- | ----------- |
| Tecfil Racing Team | 2     | 2020 y 2021 |

Federación
| Campeones | Total | Años        |
| --------- | ----- | ----------- |
| São Paulo | 2     | 2020 y 2021 |

## Supersport 400 - Ninja 400 Cup
| Año  | Campeón          | Motocicleta         | Constructor | Equipo             | Info |
| ---- | ---------------- | ------------------- | ----------- | ------------------ | ---- |
| 2020 | Felipe Gonçalves | Kawasaki Ninja 400R | Kawasaki    | PSBK Racing        |      |
| 2021 | Mauro Passarino  | Kawasaki Ninja 400R | Kawasaki    | Tecfil Racing Team |      |
| 2022 | João Arratia     | Kawasaki Ninja 400R | Kawasaki    | HJC/ PSBK Racing   |      |

Equipos
| Campeones          | Total | Años |
| ------------------ | ----- | ---- |
| HJC/ PSBK Racing   | 1     | 2022 |
| Tecfil Racing Team | 1     | 2021 |
| PSBK Racing        | 1     | 2020 |

Federación
| Campeones        | Total | Años |
| ---------------- | ----- | ---- |
| Distrito Federal | 1     | 2022 |
| Argentina        | 1     | 2021 |
| Paraná           | 1     | 2020 |

## Supersport 400 - Ninja 400 Master
| Año  | Campeón           | Motocicleta         | Constructor | Equipo                 | Info |
| ---- | ----------------- | ------------------- | ----------- | ---------------------- | ---- |
| 2020 | Willians Piuí     | Kawasaki Ninja 400R | Kawasaki    | Cerciari Racing School |      |
| 2021 | Renan Passos      | Kawasaki Ninja 400R | Kawasaki    | One Sport Performance  |      |
| 2022 | Fabinho da Hornet | Kawasaki Ninja 400R | Kawasaki    | W2V MotorSport         |      |

Equipos
| Campeones              | Total | Años |
| ---------------------- | ----- | ---- |
| W2V MotorSport         | 1     | 2022 |
| One Sport Performance  | 1     | 2021 |
| Cerciari Racing School | 1     | 2020 |

Federación
| Campeones | Total | Años        |
| --------- | ----- | ----------- |
| São Paulo | 2     | 2020 y 2022 |
| Maranhão  | 1     | 2021        |

## Supersport 400 - Ninja 300
| Año  | Campeón         | Motocicleta         | Constructor | Equipo                      | Info |
| ---- | --------------- | ------------------- | ----------- | --------------------------- | ---- |
| 2020 | Thiago Medeiros | Kawasaki Ninja 300R | Kawasaki    | Van Ommen Racing by DataLab |      |
| 2022 | Fernando Abbott | Kawasaki Ninja 300R | Kawasaki    | Collection Motorsport       |      |

Equipos
| Campeones                   | Total | Años |
| --------------------------- | ----- | ---- |
| Collection Motorsport       | 1     | 2022 |
| Van Ommen Racing by DataLab | 1     | 2020 |

Federación
| Campeones          | Total | Años |
| ------------------ | ----- | ---- |
| Río Grande del Sur | 1     | 2022 |
| Santa Catarina     | 1     | 2020 |

## Supersport 400 - Ninja 300 Master
| Año  | Campeón               | Motocicleta         | Constructor | Equipo             | Info |
| ---- | --------------------- | ------------------- | ----------- | ------------------ | ---- |
| 2020 | Luís Fernando Ximenes | Kawasaki Ninja 300R | Kawasaki    | Reiter Engineering |      |

Equipos
| Campeones          | Total | Años |
| ------------------ | ----- | ---- |
| Reiter Engineering | 1     | 2020 |

Federación
| Campeones | Total | Años |
| --------- | ----- | ---- |
| São Paulo | 1     | 2020 |

## Supersport 400 - CBR 500R
| Año  | Campeón           | Motocicleta    | Constructor | Equipo                              | Info |
| ---- | ----------------- | -------------- | ----------- | ----------------------------------- | ---- |
| 2020 | Fabinho da Hornet | Honda CBR 500R | Honda       | JvO Racing by Downforce Motorsports |      |
| 2021 | Fabinho da Hornet | Honda CBR 500R | Honda       | Bolza Corse                         |      |
| 2022 | Jordan Ribeiro    | Honda CBR 500R | Honda       | MP Racing                           |      |

Equipos
| Campeones                           | Total | Años |
| ----------------------------------- | ----- | ---- |
| MP Racing                           | 1     | 2022 |
| Bolza Corse                         | 1     | 2021 |
| JvO Racing by Downforce Motorsports | 1     | 2020 |

Federación
| Campeones | Total | Años              |
| --------- | ----- | ----------------- |
| São Paulo | 3     | 2020, 2021 y 2022 |

## Supersport 400 - CBR 500R Master
| Año  | Campeón     | Motocicleta    | Constructor | Equipo         | Info |
| ---- | ----------- | -------------- | ----------- | -------------- | ---- |
| 2020 | Lucas Silva | Honda CBR 500R | Honda       | BHK Motorsport |      |

Equipos
| Campeones      | Total | Años |
| -------------- | ----- | ---- |
| BHK Motorsport | 1     | 2020 |

Federación
| Campeones | Total | Años |
| --------- | ----- | ---- |
| São Paulo | 1     | 2020 |

## Supersport 400 - KTM Cup
| Año  | Campeón      | Motocicleta  | Constructor | Equipo        | Info |
| ---- | ------------ | ------------ | ----------- | ------------- | ---- |
| 2020 | Arthur Costa | KTM DUKE 400 | KTM         | Reparto Corse |      |

Equipos
| Campeones     | Total | Años |
| ------------- | ----- | ---- |
| Reparto Corse | 1     | 2020 |

Federación
| Campeones | Total | Años |
| --------- | ----- | ---- |
| São Paulo | 1     | 2020 |

## Supersport 400 - R3 Cup
| Año  | Campeón         | Motocicleta   | Constructor | Equipo            | Info |
| ---- | --------------- | ------------- | ----------- | ----------------- | ---- |
| 2020 | Gabrielly Lewis | Yamaha YZF-R3 | Yamaha      | Aust Motorsport   |      |
| 2021 | Gabrielly Lewis | Yamaha YZF R3 | Yamaha      | NV Racing         |      |
| 2022 | João Fascinelli | Yamaha YZF R3 | Yamaha      | Fascinelli Racing |      |

Equipos
| Campeones         | Total | Años |
| ----------------- | ----- | ---- |
| Fascinelli Racing | 1     | 2022 |
| NV Racing         | 1     | 2021 |
| Aust Motorsport   | 1     | 2020 |

Federación
| Campeones | Total | Años              |
| --------- | ----- | ----------------- |
| São Paulo | 3     | 2020, 2021 y 2022 |

## Supersport 400 Escola - CBR 500R
| Año  | Campeón        | Motocicleta    | Constructor | Equipo              | Info |
| ---- | -------------- | -------------- | ----------- | ------------------- | ---- |
| 2023 | Jordan Ribeiro | Honda CBR 500R | Honda       | Honda Racing Brasil |      |

Equipos
| Campeones           | Total | Años |
| ------------------- | ----- | ---- |
| Honda Racing Brasil | 1     | 2023 |

Federación
| Campeones | Total | Años |
| --------- | ----- | ---- |
| São Paulo | 1     | 2023 |

## Supersport 400 Escola - R3
| Año  | Campeón          | Motocicleta   | Constructor | Equipo               | Info |
| ---- | ---------------- | ------------- | ----------- | -------------------- | ---- |
| 2022 | Iolando Maciel   | Yamaha YZF R3 | Yamaha      | Dezeró Racing        |      |
| 2023 | Edu Carvalho     | Yamaha YZF R3 | Yamaha      | Skullderia Race Team |      |
| 2024 | Gustavo Moronari | Yamaha YZF R3 | Yamaha      | EVORACING            |      |

Equipos
| Campeones            | Total | Años |
| -------------------- | ----- | ---- |
| EVORACING            | 1     | 2024 |
| Skullderia Race Team | 1     | 2023 |
| Dezeró Racing        | 1     | 2022 |

Federación
| Campeones      | Total | Años |
| -------------- | ----- | ---- |
| Santa Catarina | 1     | 2024 |
| Río de Janeiro | 1     | 2023 |
| Pernambuco     | 1     | 2022 |

## Supersport 400 Escola - Ninja 400 Cup
| Año  | Campeón                | Motocicleta         | Constructor | Equipo               | Info |
| ---- | ---------------------- | ------------------- | ----------- | -------------------- | ---- |
| 2022 | Charles França         | Kawasaki Ninja 400R | Kawasaki    | Kings SE Racing Team |      |
| 2023 | Arílton Piloto do Zero | Kawasaki Ninja 400R | Kawasaki    | Tecfil Racing Team   |      |
| 2024 | Lucas Araneo           | Kawasaki Ninja 400R | Kawasaki    | Skullderia Race Team |      |

Equipos
| Campeones            | Total | Años |
| -------------------- | ----- | ---- |
| Skullderia Race Team | 1     | 2024 |
| Tecfil Racing Team   | 1     | 2023 |
| Kings SE Racing Team | 1     | 2022 |

Federación
| Campeones | Total | Años              |
| --------- | ----- | ----------------- |
| São Paulo | 3     | 2022, 2023 y 2024 |

## Supersport 400 Escola - Ninja 250 Cup
| Año  | Campeón         | Motocicleta         | Constructor | Equipo                | Info |
| ---- | --------------- | ------------------- | ----------- | --------------------- | ---- |
| 2022 | Andrigo Morandi | Kawasaki Ninja 250R | Kawasaki    | WTM by Rinaldi Racing |      |

Equipos
| Campeones             | Total | Años |
| --------------------- | ----- | ---- |
| WTM by Rinaldi Racing | 1     | 2022 |

Federación
| Campeones      | Total | Años |
| -------------- | ----- | ---- |
| Santa Catarina | 1     | 2022 |

## Girls Cup
| Año  | Campeón       | Motocicleta         | Constructor | Equipo                  | Info |
| ---- | ------------- | ------------------- | ----------- | ----------------------- | ---- |
| 2022 | Andressa Rosa | Kawasaki Ninja 400  | Kawasaki    | Heart of Racing by SPS  |      |
| 2023 | Andressa Rosa | Kawasaki Ninja 400R | Kawasaki    | SE Racing Team          |      |
| 2024 | Fany Fontegno | Yamaha YZF R3       | Yamaha      | Pioneiro Motonil Motors |      |

Constructores
| Campeones | Total | Años        |
| --------- | ----- | ----------- |
| Kawasaki  | 2     | 2022 y 2023 |
| Yamaha    | 1     | 2024        |

Equipos
| Campeones               | Total | Años |
| ----------------------- | ----- | ---- |
| Pioneiro Motonil Motors | 1     | 2024 |
| SE Racing Team          | 1     | 2023 |
| Heart of Racing by SPS  | 1     | 2022 |

Federación
| Campeones | Total | Años        |
| --------- | ----- | ----------- |
| Paraná    | 2     | 2022 y 2023 |
| São Paulo | 1     | 2024        |

## Copa Kawasaki Ninja 600R PRO
| Año  | Campeón         | Motocicleta         | Constructor | Equipo             | Info |
| ---- | --------------- | ------------------- | ----------- | ------------------ | ---- |
| 2014 | Júnior Moreira  | Kawasaki Ninja 600R | Kawasaki    | Deldiche Racing    |      |
| 2015 | Diego Viveiros  | Kawasaki Ninja 600R | Kawasaki    | Tecfil Racing Team |      |
| 2016 | Bruno Rodrigues | Kawasaki Ninja 600R | Kawasaki    | Team BWR           |      |

Equipos
| Campeones          | Total | Años |
| ------------------ | ----- | ---- |
| Team BWR           | 1     | 2016 |
| Tecfil Racing Team | 1     | 2015 |
| Deldiche Racing    | 1     | 2014 |

Federación
| Campeones | Total | Años              |
| --------- | ----- | ----------------- |
| São Paulo | 3     | 2014, 2015 y 2016 |

## Copa Kawasaki Ninja 600R Master
| Año  | Campeón                | Motocicleta         | Constructor | Equipo                 | Info |
| ---- | ---------------------- | ------------------- | ----------- | ---------------------- | ---- |
| 2014 | Edvaldo José Martinati | Kawasaki Ninja 600R | Kawasaki    | Moto Accion            |      |
| 2015 | Edvaldo José Martinati | Kawasaki Ninja 600R | Kawasaki    | Couleurs Moto/47Design |      |
| 2016 | Válter Rubino          | Kawasaki Ninja 600R | Kawasaki    | MCW Racing Team        |      |

Equipos
| Campeones              | Total | Años |
| ---------------------- | ----- | ---- |
| MCW Racing Team        | 1     | 2016 |
| Couleurs Moto/47Design | 1     | 2015 |
| Moto Accion            | 1     | 2014 |

Federación
| Campeones | Total | Años              |
| --------- | ----- | ----------------- |
| São Paulo | 3     | 2014, 2015 y 2016 |

## Copa Kawasaki Ninja 300R PRO
| Año  | Campeón                  | Motocicleta         | Constructor | Equipo                    | Info |
| ---- | ------------------------ | ------------------- | ----------- | ------------------------- | ---- |
| 2011 | Matheus de Oliveira Dias | Kawasaki Ninja 300R | Kawasaki    | Team Virage               |      |
| 2012 | Osvaldo Jorge Duende     | Kawasaki Ninja 300R | Kawasaki    | Fortec Motorsports        |      |
| 2013 | André Gama               | Kawasaki Ninja 300R | Kawasaki    | Procomps                  |      |
| 2014 | Gustavo Carreira Gil     | Kawasaki Ninja 300R | Kawasaki    | Hocking Motorsport        |      |
| 2015 | Niko Ramos               | Kawasaki Ninja 300R | Kawasaki    | Duda Racing               |      |
| 2016 | Fernando Santos          | Kawasaki Ninja 300R | Kawasaki    | TecFil Racing Team        |      |
| 2017 | Matheus Barbosa          | Kawasaki Ninja 300R | Kawasaki    | Asa Motor/Transtamar Team |      |

Equipos
| Campeones                 | Total | Años |
| ------------------------- | ----- | ---- |
| Asa Motor/Transtamar Team | 1     | 2017 |
| TecFil Racing Team        | 1     | 2016 |
| Duda Racing               | 1     | 2015 |
| Hocking Motorsport        | 1     | 2014 |
| Procomps                  | 1     | 2013 |
| Fortec Motorsports        | 1     | 2012 |
| Team Virage               | 1     | 2011 |

Federación
| Campeones        | Total | Años                    |
| ---------------- | ----- | ----------------------- |
| São Paulo        | 4     | 2011, 2012, 2014 y 2015 |
| Distrito Federal | 2     | 2013 y 2016             |
| Goiás            | 1     | 2017                    |

## Copa Kawasaki Ninja 300R Light
| Año  | Campeón          | Motocicleta         | Constructor | Equipo               | Info |
| ---- | ---------------- | ------------------- | ----------- | -------------------- | ---- |
| 2011 | Alex Schultz     | Kawasaki Ninja 300R | Kawasaki    | Pegasus Racing       |      |
| 2012 | Filippo Ercolani | Kawasaki Ninja 300R | Kawasaki    | MB Motorsport        |      |
| 2013 | William Ribeiro  | Kawasaki Ninja 300R | Kawasaki    | Team MMR by Ram      |      |
| 2014 | Abimael de Souza | Kawasaki Ninja 300R | Kawasaki    | ANS Motorsport       |      |
| 2015 | Fernando Santos  | Kawasaki Ninja 300R | Kawasaki    | Tecfil Racing Team   |      |
| 2016 | Jeferson Souza   | Kawasaki Ninja 300R | Kawasaki    | Pirovano Racing Team |      |
| 2017 | Marcelo Moreno   | Kawasaki Ninja 300R | Kawasaki    | Experience Racing    |      |

Equipos
| Campeones            | Total | Años |
| -------------------- | ----- | ---- |
| Experience Racing    | 1     | 2017 |
| Pirovano Racing Team | 1     | 2016 |
| Tecfil Racing Team   | 1     | 2015 |
| ANS Motorsport       | 1     | 2014 |
| Team MMR by Ram      | 1     | 2013 |
| MB Motorsport        | 1     | 2012 |
| Pegasus Racing       | 1     | 2011 |

Federación
| Campeones          | Total | Años        |
| ------------------ | ----- | ----------- |
| São Paulo          | 2     | 2011 y 2017 |
| Río Grande del Sur | 1     | 2016        |
| Distrito Federal   | 1     | 2015        |
| Espírito Santo     | 1     | 2014        |
| Goiás              | 1     | 2013        |
| Italia             | 1     | 2012        |

## Copa Kawasaki Ninja 250R PRO
| Año  | Campeón                 | Motocicleta         | Constructor | Equipo                | Info |
| ---- | ----------------------- | ------------------- | ----------- | --------------------- | ---- |
| 2010 | Matheus Oliveira Dias   | Kawasaki Ninja 250R | Kawasaki    | Rabdan Motorsport     |      |
| 2011 | Gustavo Carreira Gil    | Kawasaki Ninja 250R | Kawasaki    | Dall Racing           |      |
| 2012 | Sebastián Moyano        | Kawasaki Ninja 250R | Kawasaki    | CP Racing             |      |
| 2013 | Marcelo Augusto Cristal | Kawasaki Ninja 250R | Kawasaki    | Marinelli Competições |      |
| 2014 | Gustavo Aldegheri       | Kawasaki Ninja 250R | Kawasaki    | Holden Racing Team    |      |

Equipos
| Campeones             | Total | Años |
| --------------------- | ----- | ---- |
| Holden Racing Team    | 1     | 2014 |
| Marinelli Competições | 1     | 2013 |
| CP Racing             | 1     | 2012 |
| Dall Racing           | 1     | 2011 |
| Rabdan Motorsport     | 1     | 2010 |

Federación
| Campeones | Total | Años                    |
| --------- | ----- | ----------------------- |
| São Paulo | 4     | 2010, 2011, 2013 y 2014 |
| Argentina | 1     | 2012                    |

## Copa Kawasaki Ninja 250R Light
| Año  | Campeón                 | Motocicleta         | Constructor | Equipo             | Info   |
| ---- | ----------------------- | ------------------- | ----------- | ------------------ | ------ |
| 2010 | Dionísio Cesarini Filho | Kawasaki Ninja 250R | Kawasaki    | D'Station Racing   | [ 86 ] |
| 2011 | Ricardo Vassmer         | Kawasaki Ninja 250R | Kawasaki    | V de V Racing Team | [ 87 ] |
| 2013 | Claudinei Costa         | Kawasaki Ninja 250R | Kawasaki    | Tavares Group      | [ 88 ] |
| 2014 | Niko Ramos              | Kawasaki Ninja 250R | Kawasaki    | Tordeux Sport      | [ 89 ] |

Equipos
| Campeones          | Total | Años |
| ------------------ | ----- | ---- |
| Tordeux Sport      | 1     | 2014 |
| Tavares Group      | 1     | 2013 |
| V de V Racing Team | 1     | 2011 |
| D'Station Racing   | 1     | 2010 |

Federación
| Campeones | Total | Años              |
| --------- | ----- | ----------------- |
| São Paulo | 3     | 2010, 2013 y 2014 |
| Venezuela | 1     | 2011              |

## Yamaha Yamalube R3 bLu cRU Cup - Categoría PRO
| Año  | Campeón         | Motocicleta   | Constructor | Equipo                        | Info |
| ---- | --------------- | ------------- | ----------- | ----------------------------- | ---- |
| 2016 | Marciano Santin | Yamaha YZF R3 | Yamaha      | Santin Racing                 |      |
| 2017 | Ton Kawakami    | Yamaha YZF R3 | Yamaha      | Yamaha Racing                 |      |
| 2018 | Guilherme Brito | Yamaha YZF R3 | Yamaha      | PRT - Pitico Race Team        |      |
| 2019 | Guilherme Brito | Yamaha YZF R3 | Yamaha      | Pitico Race Team/Nacar Yamaha |      |

Equipos
| Campeones                     | Total | Años |
| ----------------------------- | ----- | ---- |
| Pitico Race Team/Nacar Yamaha | 1     | 2019 |
| PRT - Pitico Race Team        | 1     | 2018 |
| Yamaha Racing                 | 1     | 2017 |
| Santin Racing                 | 1     | 2016 |

Federación
| Campeones          | Total | Años              |
| ------------------ | ----- | ----------------- |
| São Paulo          | 3     | 2017, 2018 y 2019 |
| Río Grande del Sur | 1     | 2016              |

## Yamaha Yamalube R3 bLu cRU Cup - Categoría Master
| Año  | Campeón         | Motocicleta   | Constructor | Equipo     | Info |
| ---- | --------------- | ------------- | ----------- | ---------- | ---- |
| 2019 | Fabinho Jandaia | Yamaha YZF R3 | Yamaha      | Team Carat |      |

Equipos
| Campeones  | Total | Años |
| ---------- | ----- | ---- |
| Team Carat | 1     | 2019 |

Federación
| Campeones | Total | Años |
| --------- | ----- | ---- |
| Paraná    | 1     | 2019 |

## Yamaha Yamalube R3 bLu cRU Cup - Categoría Stock
| Año  | Campeón        | Motocicleta   | Constructor | Equipo         | Info |
| ---- | -------------- | ------------- | ----------- | -------------- | ---- |
| 2017 | Indy Muñoz     | Yamaha YZF R3 | Yamaha      | Castrol Team   |      |
| 2018 | Humberto Maier | Yamaha YZF R3 | Yamaha      | Yamaha Racing  |      |
| 2019 | Humberto Maier | Yamaha YZF R3 | Yamaha      | Yamalub Racing |      |

Equipos
| Campeones      | Total | Años |
| -------------- | ----- | ---- |
| Yamalub Racing | 1     | 2019 |
| Yamaha Racing  | 1     | 2018 |
| Castrol Team   | 1     | 2017 |

Federación
| Campeones            | Total | Años        |
| -------------------- | ----- | ----------- |
| São Paulo            | 2     | 2018 y 2019 |
| República Dominicana | 1     | 2017        |

## Classic 250cc
| Año  | Campeón       | Motocicleta      | Constructor | Equipo         | Info   |
| ---- | ------------- | ---------------- | ----------- | -------------- | ------ |
| 2010 | Lucas Braga   | Suzuki Gixxer SF | Suzuki      | NM Racing Team | [ 90 ] |
| 2011 | Lucas Werneck | KTM Patriot 250  | KTM         | Oregon Team    | [ 91 ] |

Constructores
| Campeones | Total | Años |
| --------- | ----- | ---- |
| KTM       | 1     | 2011 |
| Suzuki    | 1     | 2010 |

Equipos
| Campeones      | Total | Años |
| -------------- | ----- | ---- |
| Oregon Team    | 1     | 2011 |
| NM Racing Team | 1     | 2010 |

Federación
| Campeones      | Total | Años        |
| -------------- | ----- | ----------- |
| Río de Janeiro | 2     | 2010 y 2011 |

## Classic 135cc
| Año  | Campeón       | Motocicleta     | Constructor | Equipo        | Info   |
| ---- | ------------- | --------------- | ----------- | ------------- | ------ |
| 2010 | Ériko Melo    | GasGas ED Drive | Gas Gas     | Kessel Racing | [ 92 ] |
| 2011 | Eduardo Janot | Yamaha RD 135   | Yamaha      | Kool Racing   | [ 93 ] |

Constructores
| Campeones | Total | Años |
| --------- | ----- | ---- |
| Yamaha    | 1     | 2011 |
| Gas Gas   | 1     | 2010 |

Equipos
| Campeones     | Total | Años |
| ------------- | ----- | ---- |
| Kool Racing   | 1     | 2011 |
| Kessel Racing | 1     | 2010 |

Federación
| Campeones          | Total | Años |
| ------------------ | ----- | ---- |
| Minas Gerais       | 1     | 2011 |
| Río Grande del Sur | 1     | 2010 |

## Honda Junior Cup
| Año  | Campeón              | Motocicleta        | Constructor | Equipo              | Info    |
| ---- | -------------------- | ------------------ | ----------- | ------------------- | ------- |
| 2013 | Lucas Torres         | Honda Titan 150    | Honda       | Koopman Racing      | [ 94 ]  |
| 2014 | Renzo Ferreira       | Honda Titan 150    | Honda       | Honda Junior Racing | [ 94 ]  |
| 2015 | Gabriel Favero       | Honda Titan 150    | Honda       | Spirit Racing       | [ 94 ]  |
| 2016 | Bruno González       | Honda Titan 150    | Honda       | Idemitsu Honda Team | [ 95 ]  |
| 2017 | Leopoldo Manella     | Honda CG 160 Titan | Honda       | Idemitsu Honda Team | [ 96 ]  |
| 2018 | Caíque Lanna Menezes | Honda CG 160 Titan | Honda       | Spirit Racing       | [ 97 ]  |
| 2019 | João Teixeira        | Honda CG 160 Titan | Honda       | Certainty Racing    | [ 98 ]  |
| 2020 | Guilherme Fernandes  | Honda CG 160 Titan | Honda       | Spirit Racing       | [ 99 ]  |
| 2021 | João Teixeira        | Honda CG 160 Titan | Honda       | Certainty Racing    | [ 100 ] |
| 2022 | Leonardo Barbim      | Honda CG 160 Titan | Honda       | Spirit Racing       | [ 101 ] |
| 2023 | Leonardo Barbim      | Honda CG 160 Titan | Honda       | Spirit Racing       | [ 102 ] |
| 2024 | Enzo Laranjeira      | Honda CG 160 Titan | Honda       | Spirit Racing       | [ 103 ] |

Equipos
| Campeones           | Total | Años                                |
| ------------------- | ----- | ----------------------------------- |
| Spirit Racing       | 6     | 2015, 2018, 2020, 2022, 2023 y 2024 |
| Certainty Racing    | 2     | 2019 y 2021                         |
| Idemitsu Honda Team | 2     | 2016 y 2017                         |
| Honda Junior Racing | 1     | 2014                                |
| Koopman Racing      | 1     | 2013                                |

Federación
| Campeones        | Total | Años                                                  |
| ---------------- | ----- | ----------------------------------------------------- |
| São Paulo        | 9     | 2013, 2014, 2016, 2019, 2020, 2021, 2022, 2023 y 2024 |
| Paraná           | 2     | 2015 y 2017                                           |
| Distrito Federal | 1     | 2018                                                  |

## Honda Junior Cup Rookie
| Año  | Campeón    | Motocicleta        | Constructor | Equipo              | Info    |
| ---- | ---------- | ------------------ | ----------- | ------------------- | ------- |
| 2024 | Akio Honda | Honda CG 160 Titan | Honda       | Honda Idemitsu Team | [ 104 ] |

Equipos
| Campeones           | Total | Años |
| ------------------- | ----- | ---- |
| Honda Idemitsu Team | 1     | 2024 |

Federación
| Campeones | Total | Años |
| --------- | ----- | ---- |
| Japón     | 1     | 2024 |

## Honda Junior Cup Feminina
| Año  | Campeón        | Motocicleta        | Constructor | Equipo    | Info    |
| ---- | -------------- | ------------------ | ----------- | --------- | ------- |
| 2020 | Giovana Brasil | Honda CG 160 Titan | Honda       | NP Racing | [ 105 ] |
| 2021 | Giovana Brasil | Honda CG 160 Titan | Honda       | Unifort   | [ 106 ] |

Equipos
| Campeones | Total | Años |
| --------- | ----- | ---- |
| Unifort   | 1     | 2021 |
| NP Racing | 1     | 2020 |

Federación
| Campeones | Total | Años        |
| --------- | ----- | ----------- |
| São Paulo | 2     | 2020 y 2021 |